# Донецька вулиця (Сіверськодонецьк)
Донецька вулиця — вулиця у Сіверськодонецьку. Довжина 2 100 метрів. Починається від перетину з вулицею Григорія Сковороди. Перетинає вулиці Івана Франка, Енергетиків і Гоголя, проспект Хіміків, вулиці Федоренка і Богдана Хмельницького, Гвардійський проспект. В неї впираються бульвар Незалежності України і вулиця Миколи Леонтовича. Закінчується на перетині з вулицями Дмитра Сірика і Науки. Забудована багатоповерховими житловими будинками. Названа на честь міста Донецьк — центру сусідньої області.
На цій вулиці розташований комунальний заклад «Сіверськодонецька обласна загальноосвітня школа-інтернат I—III ступенів» (буд. № 1).

## Галерея

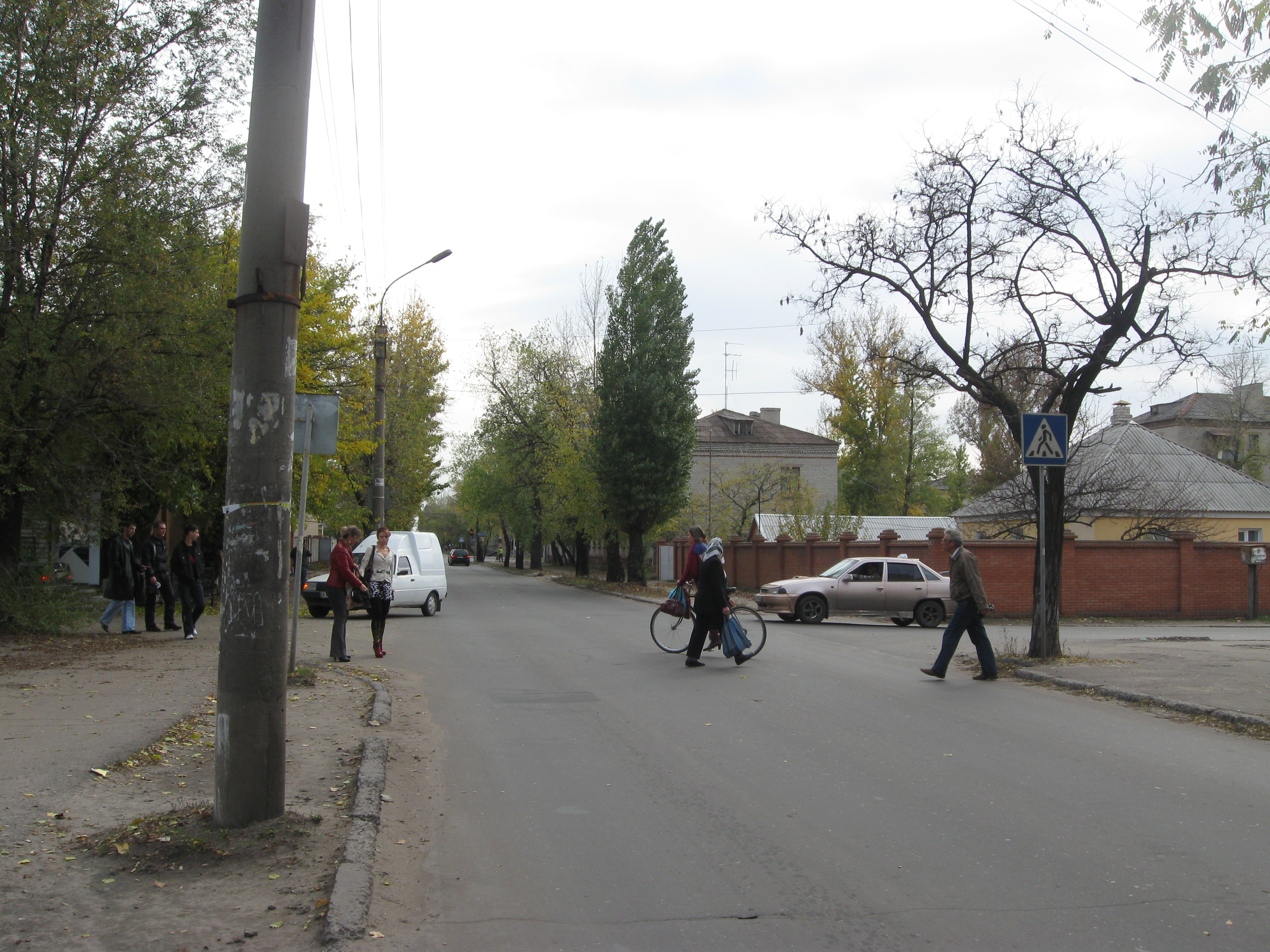
Вигляд в районі перетину з вулицею Гоголя
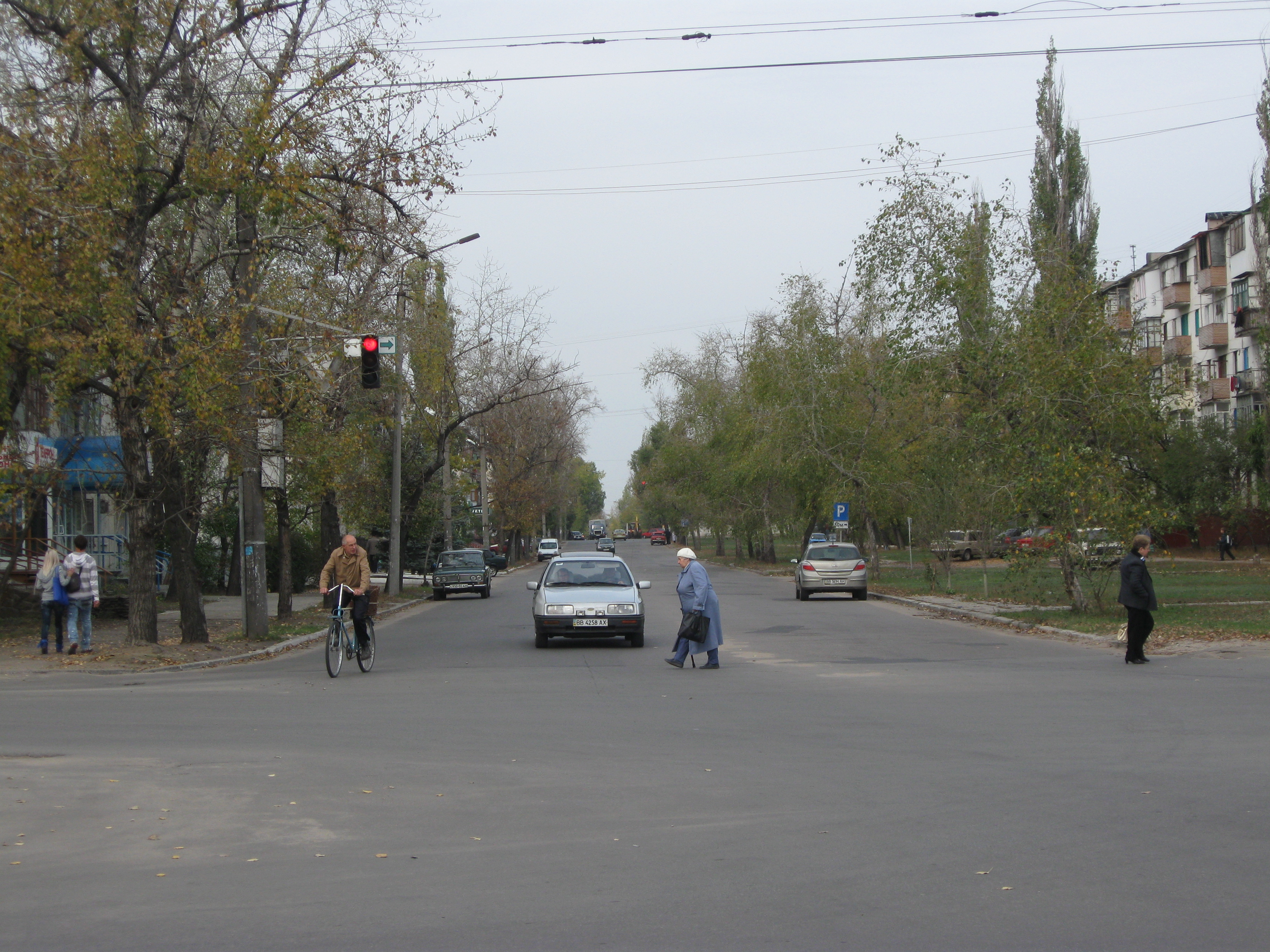
Вигляд з Гвардійського проспекту